# کوه گردکی

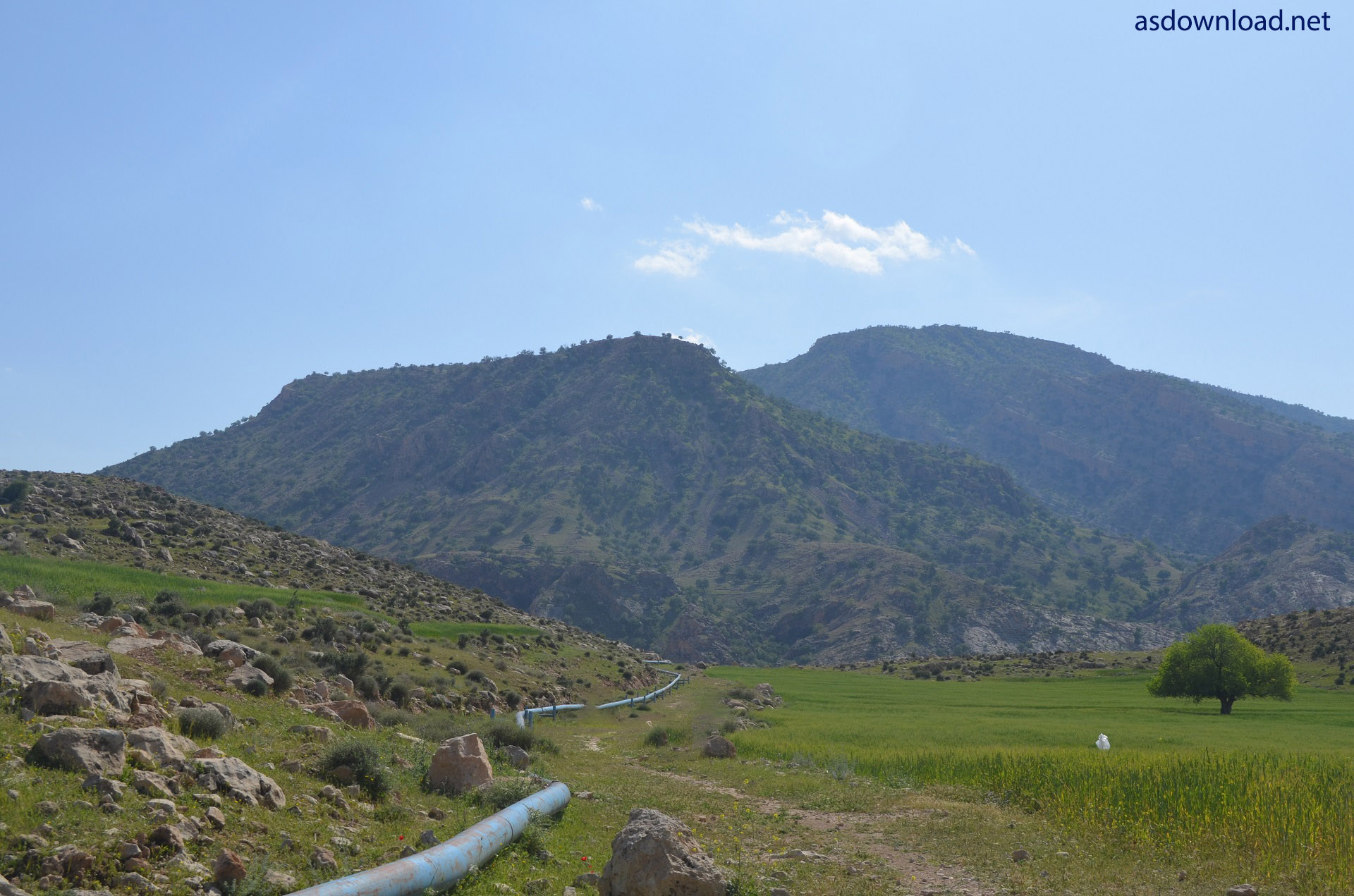
کوه گردکی با ارتفاع ۱۵۱۳ یکی از بلندترین کوه‌های استان خوزستان در امتداد کوه سولک یا ساولک و شمال شرقی میداود قرار دارد.

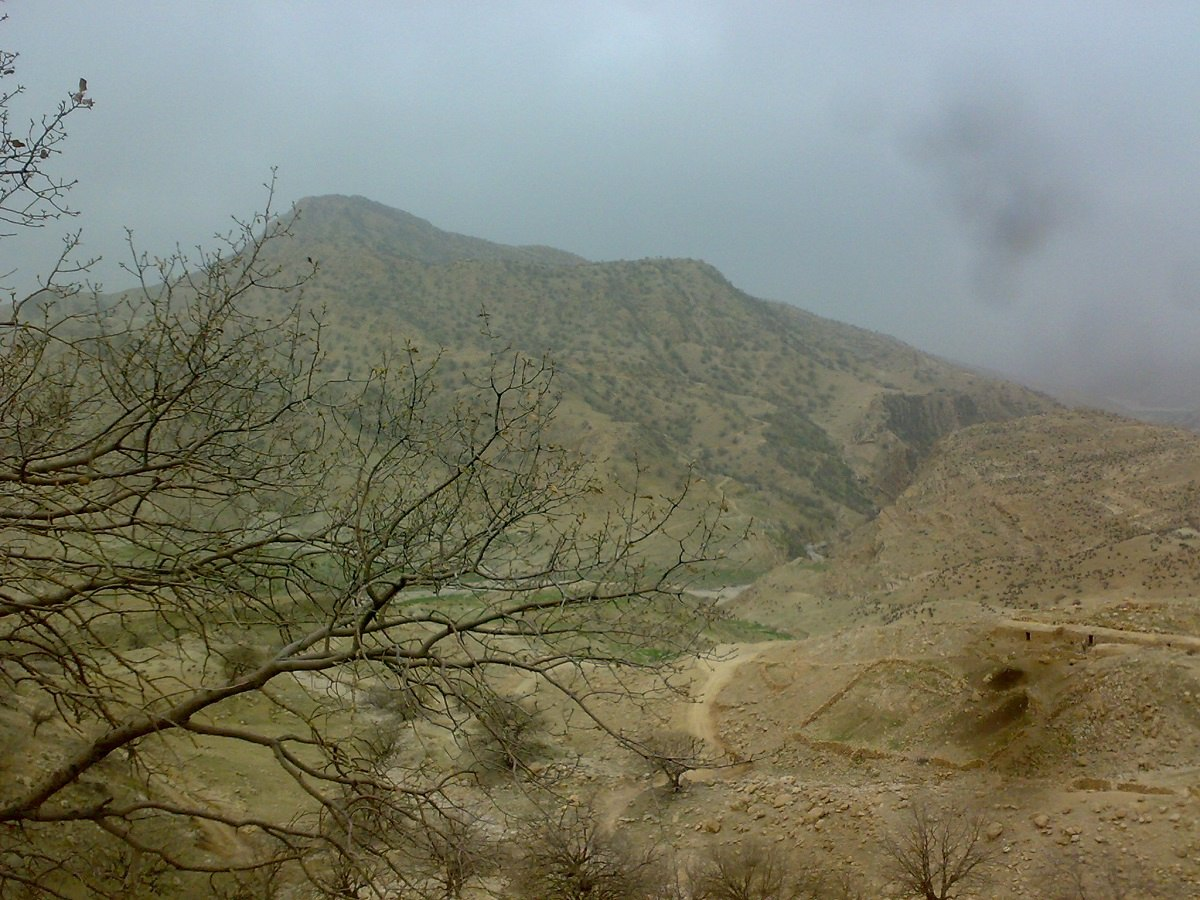

کوه گِردکی به ارتفاع ۱۵۱۳یکی از بلندترین کوه‌های استان خوزستان، شهرستان باغملک که در شمال غربی میداود و در امتداد کوه سولک می‌باشد. این کوه از جنوب شرقی به کوه تنبلان و کوه بنار کموتران متصل می‌شود و رودخانه اعلا از دامنه شمالی آن می‌گذرد. قسمت بزرگی از این کوه از جنگل بلوط پوشیده شده و جزو کوهستان بزرگ زاگرس به‌شمار می‌رود. چشم‌های آب شیرین رودنو، برم جمال در دامنه این کوه جاری هستند. گردکی دارای طبیعت فوق‌العاده زیبا برای کوه‌نوردی است. از مناطق روستایی در دامنه کوه گوه گردکی می‌توان به روستاه‌های سرله، تیغن، دالون، چهار دره اشاره کرد.

## پوشش گیاهی
گردکی مثل دیگر کوه‌های زاگرس پوشیده از درختان بلوط، کَلخنگ، بَنَک، سوسن، بادام کوهی، کنار و.. می‌باشد؛ که متأسفانه به علل گرد و خاک شدید و خشک سالی در طی چند سال اخیر بخش بیش از ۲۰ درصد درختان آن از بین رفته‌اند. هر چند نبود نظارت بر منابع طبیعی این منطقه باعث شده تا بخش بزرگی از درختان بلوط چند صد ساله این منطقه و حتی کوه سولک توسط افراد سودجو برای تولید و فروش زغال قطع شود.

## نامگذاری
دلیل نامگذاری کوه گردکی به نام بخاطر گرد بودن آن است.

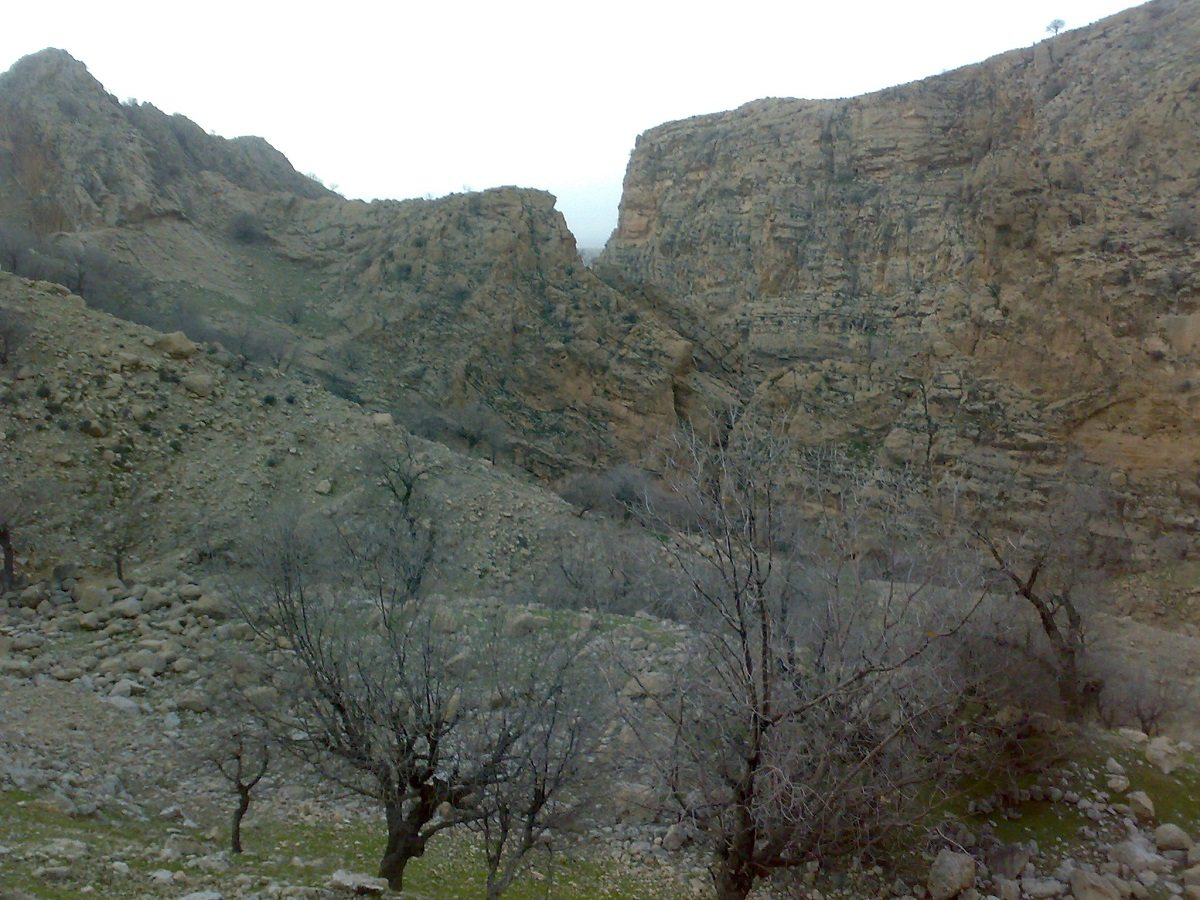
تنگه آمو با ارتفاع بیش از ۱۷۰ متر و بیش از دو کیلومتر طول در دامنه کوه گردکی که آب رودخانه رودنو از آن عبور می‌کند.

## مواد معدنی

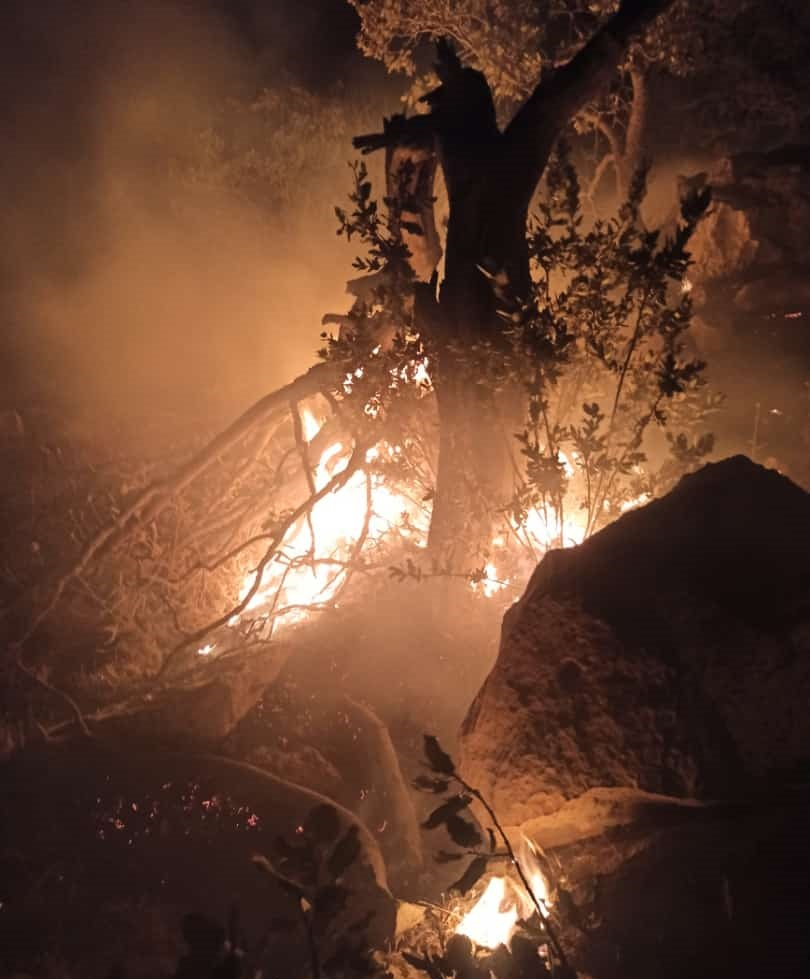
آتش‌سوزی درختان بلوط منطقه گله زار در کوه گردکی

کوه گردکی سرشار از مواد معدنی مثل گوگرد، قیر، نفت و خاک مناسب برای کود شیمیایی هست. در اواخر دهه ۱۳۶۰ اکتشافاتی در این منطقه نیز انجام شده و یک جاده کوهستانی که از رودنو تا بردسیلا ادامه دارد چاه‌هایی جهت کشف مواد معدنی و شیمیایی این کوهستان حفر شده و اکنون پلمپ می‌باشد.

## آتش‌سوزی جنگل‌های گردکی
آتش‌سوزی مراد ۱۳۹۹ در جنگل‌های گردکی که از گله زار شروع شده بود باعث شد تا علاوه بر گله زار بخش بزرگی از جنگل‌های بلوط این منطقه کوهستانی بر اثر آتش‌سوزی از بین برود؛ و مسئولین شهرستان باغملک تنها نظاره گر این اتفاق تلخ زیست‌محیطی بوده‌اند.

## روستاها
گردکی خالی از جمعیت نیست بلکه چندین روستا مثل آبید، گله زار، انجیرسیاه، بردسیلا، رودنو که مردم به صورت عشایری زندگی می‌کنند. هر چند تا یک دهه پیش جمیعت گردکی بیش از ۵۰۰ نفر بود. اما الان به علت نبود امکانات جمعیت آن حدود صد نفر می‌باشد. ساکنان گردکی به رامهرمز، میداود، دره بنیاب، منجوک، رودزرد مهاجرت کرده‌اند.

## زیستگاه جانوری
گردکی تا ۵۰ سال پیش زیستگاه بز کوهی بوده که تمامی آنها توسط مردم این منطقه بر اثر شکار از بین رفتنه اند. اما در این منطقه کوهستانی دو قلاده پلنگ مشاهده شده. حیواناتی مثل گرگ، روبا، گراز وحشی، کفتار و پرندگانی مثل کبک، تیهو، کبوتر کوهی، عقاب در این منطقه نیز دیده می‌شود.